# Lebinthus sanchezi
Lebinthus sanchezi är en insektsart som beskrevs av Bolívar, I. 1889. Lebinthus sanchezi ingår i släktet Lebinthus och familjen syrsor. Inga underarter finns listade i Catalogue of Life.